# Андрій Наконечний (діяч УСКТ)
Андрі́й Володи́мирович Наконе́чний (народ. 14.01.1934. с. Миців) – багатолітній діяч та керівник ельблонзького воєводського правління Українського-суспільного культурного товариства / Організації українців в Польщі, член головного правління УСКТ, почесний голова, а потім заступник голови ельблонзького відділення ОУП.

## Походження та депортація
Народився 14.01.1934 р. у с. Миців біля Белза.  Батько Володимир Наконечний з с. Циблів рано помер. Ольга Наконечна – мати (14.01.1910-28.03.1981 р.). Батьки були селянами.
В 1947 р. усіх привезли до Ельблонга на вокзал, звідти до с. Новаково до великої шопи стайні. 20 родин до однієї шопи. Люди збунтувалися знайшли незаселені Цеплиці-2 та заселили їх. Тепер це село називається Новоткі.

## Навчання, служба в війську та праця
Андрій Наконечний закінчив початкову школу в с. Новаково. Далі вчився у технікумі будови машин у Ельблонгу (вул. Komeńskiego) на ливарника.
З 7 грудня 1955 р. почав працювати на Замеху на посаді контролера ливарних форм. Вищу освіту здобув у Варшавській політехніці  на механіко-технологічному відділі за спеціальністю "пристрої та техніка ливарництва". Працював в цеху литої сталі Замеху на вул. Stoczniowa в Ельблонгу.
1956-57 рр. проходив військову службу у Бидгощі в авіачастині по вул.Szubińska [Архівовано 11 вересня 2021 у Wayback Machine.]. Мав бути служити механікомлітаків, але в підсумку завідував складами палива.
1958-1959 рр. працював формовником  у цеху литої сталі.
1959-1970 рр. старший складу цеху литої сталі.
1970-1995 рр. спеціаліст-технолог литої сталі.
1 січня 1995 р. вийшов на пенсію.
Професійними досягненнями Андрія Наконечного було опанування технологічних процесів отримання ливарних форм і ливарних виробів, зокрема технологічно важких, таких як опори валів турбін, підвіски корабельних рулів, лиття корпусу турбін.

## Діяльність в хорі Замеху
Співав у хорі при Замеху в будинку культури підприємства (вул. Stoczniowa 10).

## Діяльність в УСКТ
Після повернення з війська в 1957 р. утворилося УСКТ. Андрій Наконечний включився в діяльність воєводського правління УСКТ в Ельблонгу. В його підпорядкуванні була низка кіл (гуртків) УСКТ в регіоні. Завдання, які доводилося виконувати – розповсюдження часопису "Наше слово" та українських календарів, підтримання функціонування пунктів навчання українській мові, проведення регулярних урочистостей: шевченківських днів, Маланки та святого Миколая для дітей та ін., організація дитячого фестивалю малюнку, декламації та співу, збільшення кількості кіл організації та її членів. Андрій Наконечний був багаторічним головою правління відділення УСКТ в Ельблонгу, а також членом Головного правління УСКТ. На разі є почесним заступником голови ельблонзького відділення ОУП.
На "Замеху" не приховував своєї національності. Приймав посла України Геннадія Удовенка під час відвідин Замеху.

## Діяльність в українській греко-католицькій парафії
В грудні 1985-грудні 1986 рр. групою парафіян, в якій був Андрій Наконечний проведено низку ремонтно-адаптаційних праць у каплиці св. Анни, що присутосували її під церкву.  У 1994-2012 рр. Андрій Наконечний вів хроніку української греко-католицької парафії Різдва св. Івана Хрестителя в Ельблонгу

## Відзначення
Андрій Наконечний має численні відзнаки як за професійну діяльність, участь в хорі так і діяльність в УСКТ.
Нагороджений срібною почесною відзнакою польського союзу хорів та оркестрів.
1980 р. отримав відзнаку заслужений працівник Замеху. Вирізнений 1993 р. золотою почесною відзнакою Технічного товариства польських ливарників  в Ельблонгу.
Нагороджений грамотами й медалями УСКТ-ОУП за багаторічну діяльність. 1981 р. голова Головного правління ельблонзького відділу УСКТ Андрій Наконечний за активну діяльність в УСКТ нагороджений бронзовим хрестом заслуги. 28.06.1989 р.  за діяльність в УСКТ нагороджений срібним хрестом заслуги.
03.02.1988 р. за сумлінну працю на Замеху отримав медаль за заслуги в розвитку Ельблонга.

## Родина
Мати Ольга Наконечна похована на цвинтарі Дембиця (сектор XIV, ряд 19 поховання 6, 54.168143°,  19.468626°).
Дружина Андрія – Надія Наконечна (з дому Юрчик)  (30.05.1935-28.03.2015) родом з с. Гребенне, переселена до Суша. Похована на цвинтарі Агриколя в Ельблонгу разом з бабусею Анною Морозюк (сектор XXIII, ряд 20, поховання 1).
Брат - Євген Наконечний - вчитель та діяч УСКТ з с. Новоткі.
Мав прибраного брата Степана Іваноньківа-Наконечного (06.02.1924-15.10.1995), який похований в Ельблонгу на цвинтарі Дембиця (cектор 13, ряд 7, поховання 5, 54.166947°, 19.461908°).
Має сина Володимира, що мешкає у Перемишлі та дочку Ольгу, яка живе в Варшаві.